# القمة 47 لمجموعة السبع
عُقدت القمة السابعة والأربعون لمجموعة الدول الصناعية السبع في كورنوال في المملكة المتحدة. وهي الدولة التي تترأس مجموعة السبع.
حاضرو القمة هم قادة مجموعة الدول السبع بالإضافة إلى ممثلين عن الاتحاد الأوروبي. رئيس المفوضية الأوروبية هو من بين الحضور الدائمين في القمة من 1981، ويحضر أيضًا رئيس المجلس الأوروبي ممثلًا شريكًا عن الاتحاد الأوروبي وذلك منذ القمة 36 للمجموعة، والتي عُقدت في كندا عام 2010.
بحث قادة مجموعة السبع الصعود المتنامي للصين عسكريًّا واقتصاديًّا وناقشوا تقديم مشروعات للبنية التحتية مقابلة لما تقدمه الصين في مشروعها المسمى حزام واحد طريق واحد. وأعلن في القمة إطلاق مبادرة إعادة بناء عالم أفضل الموجهة للدول الفقيرة وهي تتضمن مجالات التفاوت الاجتماعي والنمو الصديق للبيئة والاقتصاد الرقمي.